# Baratia
Baratia is een geslacht van rechtvleugeligen uit de familie van de sabelsprinkhanen (Tettigoniidae). De wetenschappelijke naam van dit geslacht is voor het eerst voorgesteld door David Llucià Pomares in een publicatie uit 2021.

## Soorten
Het geslacht Baratia  is monotypisch en omvat de volgende soort:
- Baratia sari Llucià Pomares, 2021